# Shel Kaphan
Shel Kaphan es un programador informático estadounidense que fue el primer empleado de la empresa tecnológica estadounidense Amazon. Trabajando allí de 1994 a 1999, coescribió el primer sitio web de Amazon, redactó el sistema de reseñas de productos y contribuyó a 1-Click.

## Primeros años y educación
Kaphan creció en el Área de la Bahía de San Francisco. Cuando era adolescente estaba interesado en las computadoras y usaba ARPANET. Conoció al escritor Stewart Brand cuando era adolescente y comenzó a trabajar para su Whole Earth Catalog, una publicación contracultural. Allí trabajó en la biblioteca de préstamos y en el servicio educativo Whole Earth Truck Store en Menlo Park.: 14 
Kaphan obtuvo una licenciatura en matemáticas en la Universidad de California en Santa Cruz. Posteriormente trabajó en varias empresas en el Área de la Bahía, incluida Kaleida Labs.

## Carrera
En 1994, Jeff Bezos contrató a Kaphan como primer empleado de la empresa estadounidense Amazon.com. Kaphan estaba interesado en trabajar con Bezos porque los dos tenían interés en crear nuevas tecnologías web. Después de ser contratado como vicepresidente de Investigación y Desarrollo, Kaphan se mudó de Santa Cruz a Seattle. Al principio se mostró escéptico sobre la capacidad de la empresa para tener éxito.: 14  Escribió el primer sitio web de la empresa con otro empleado, escribió el sistema de revisión de productos del sitio web,: 19  y ayudó a crear 1-Click. En 1997 se convirtió en director de tecnología, lo que no actuó como un ascenso ya que no tenía responsabilidades directas y actuó como asesor. Según Kaphan, Bezos le preguntó a Kaphan si quería el trabajo, a lo que él respondió que no, y Bezos le dio el trabajo sin opción.: 40  Kaphan describió que Bezos lo alejó del trabajo práctico como «una traición a un encargo sagrado» y «una de las mayores decepciones de toda mi vida». Después de que terminaron sus pagos de acciones en 1999, dejó de asistir a la oficina y renunció ese mismo año.: 41–42 
Bezos ha descrito a Kaphan como «la persona más importante en la historia de Amazon.com». Brad Stone describió a Kaphan en su libro sobre Amazon, The Everything Store, como «un hacker introvertido con una vena idealista y poca capacidad de liderazgo intuitivo».: 41 
Kaphan es actualmente presidente de su fundación benéfica, la Fundación Kaphan, y realiza consultoría.

## Puntos de vista sobre Amazon
En febrero de 2020, Kaphan fue entrevistado como parte de un episodio del programa Frontline de PBS, en el que afirmó: «Estoy orgulloso de lo que [Amazon] se convirtió, pero también me asusta». Caracterizó a la empresa como un monopolio y un monopsonio; en sus palabras: «Si quieres comprar algo, vas a Amazon porque ahí es donde están todos los productos; si quieres vender algo, vas a Amazon porque ahí es donde están todos los clientes», y afirmó que cree que se está aprovechando del sistema y no tiene planes de parar. Cuando se le preguntó acerca de las propuestas de intervención federal para dividir a Amazon, respondió que «podrían potencialmente tener sentido» y comparó a Amazon con Standard Oil y Bell Telephone Company en términos de escala. En relación con estas preocupaciones, sugirió que las personas podrían verse disuadidas de iniciar un negocio debido a un «temor justificable de no poder conservar sus negocios» porque no pueden competir con el tamaño y la escala de Amazon. También criticó los timbres Ring de Amazon por compartir videos con la policía.